# Acanthochaetetes
Acanthochaetetes es un género de poríferos demosponjas de la familia Acanthochaetetidae.

## Especies
Acanthochaetetes comprende las siguientes especies:
- Acanthochaetetes horiguchi (Mori, 1976)[4]
- Acanthochaetetes japonica (Mori, 1977)[5]
- † Acanthochaetetes huauclillensis (Sánchez-Beristain y García-Barrera, 2019)[6]
- † Acanthochaetetes seunesi (Fischer, 1970)[7]
- Acanthochaetetes wellsi (Hartman y Goreau, 1975)[8]